# Стиффки
Сти́ффки (Stiffkey) — деревня и гражданский округ на северном побережье английского графства Норфолка, расположенная прибрежном шоссе A149 в шести км восточнее города Wells и в шести км западнее деревни Blakeney, и в 40 км к северо-западу от города Нориджа.
Гражданский округ занимает площадь 14.55 кв.км. (5.62 кв. мили), и по переписи 2001 года имел население 223 человека, проживающих в 105 домашних хозяйствах. Округ входит в состав района Норт-Норфолк.

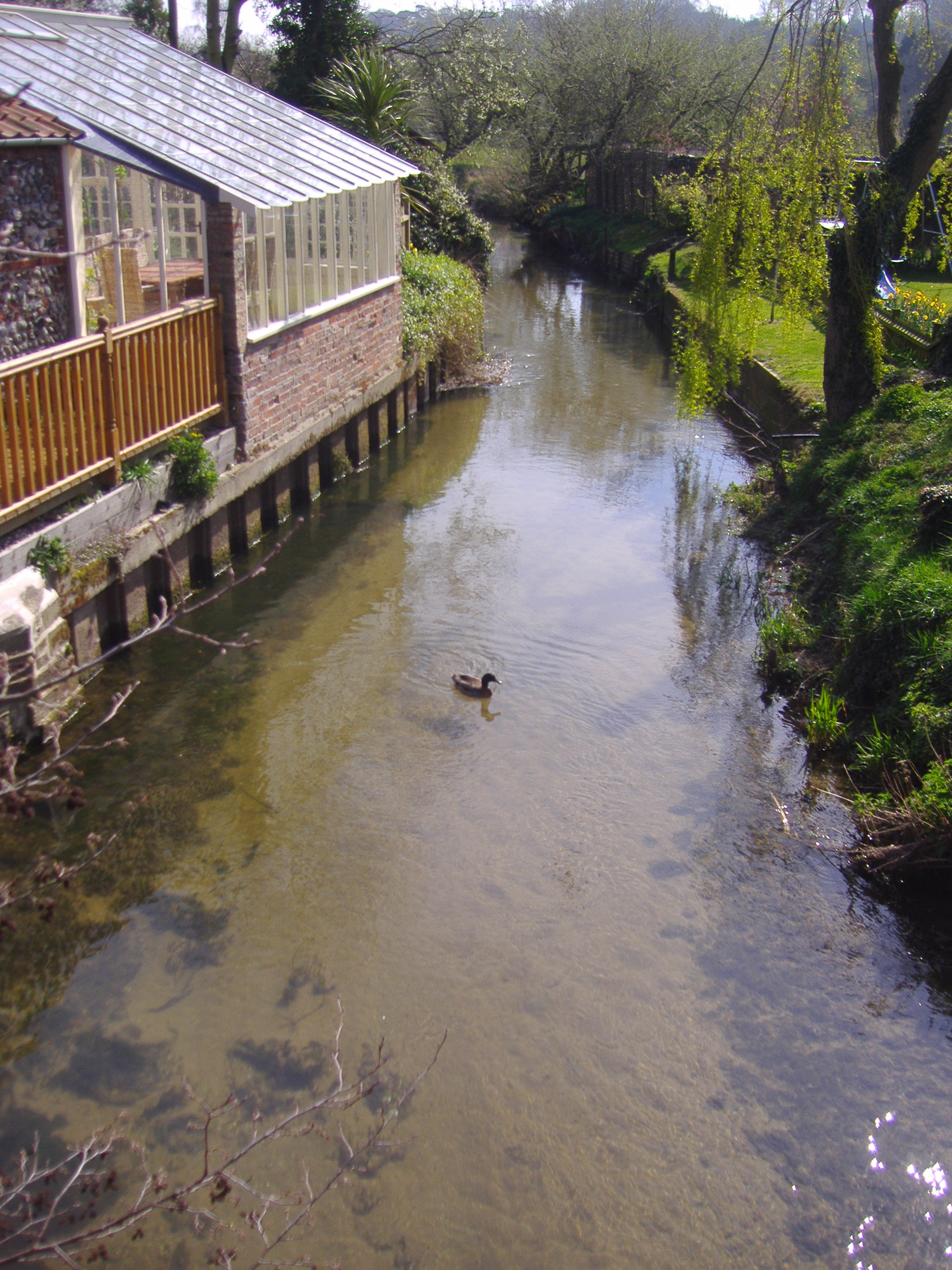
Река Стиффки, протекающая через деревню Стиффки

Деревня знаменита также тем, что глава церковного прихода Стиффки по имени Гарольд Дэвидсон (en:Harold Davidson) (1875—1937), больше интересовался помощью падшим женщинам в Лондоне чем своими прямыми обязанностями, за что и был лишен духовного сана.
Писатель Генри Уильямсон купил ферму в Стиффки и написал повесть История Норфолкской Фермы (1941) на основе своего опыта работы на ферме здесь.
В Стиффки умер в 1967 году Фредерик Маршман Бейли — британский разведчик, резидент английской разведки в Туркестане в 1918—1920 годах.
Стиффки также известен моллюсками Cerastoderma edule, которые ещё иногда называют «Stewkey blues». Они окрашивают в синий цвет ил, в котором они живут.
Через деревню протекает река Стиффки, на которой до 1579 года находилась водяная мельница, работавшая до 1881 года. После этого мельница использовалась только как склад. До настоящего времени сохранились только разрушенные стены мельницы..
Прибрежное шоссе в Норфолк проходит между побережьем и морем.
Более подробная и актуальная информация о Стиффки доступна на website веб-сайте посёлка.